# Teng Huo-Tu
Huo-Tu Teng (鄧火土 - Teng Huo-Tu; 1911 – 1978) è stato un ittiologo taiwanese.
Molto del suo lavoro ha riguardato la classificazione dei chondrichthyes, soprattutto squali.
| {{{1}}}Wikidata P835 è l'abbreviazione standard utilizzata per le specie animali descritte da Teng Huo-Tu. Categoria:Taxa classificati da Teng Huo-Tu |